# نورتن سایمن
نورتن سایمن (انگلیسی: Norton Simon؛ ۵ فوریهٔ ۱۹۰۷ – ۲ ژوئن ۱۹۹۳) یک بشردوست و ثروتمند اهل ایالات متحده آمریکا بود. وی صاحب «موزه مجموعه هنری نورتن سایمن» در پاسادینا، کالیفرنیا بود